# Tisjön, Dalarna
Tisjön är en sjö i Malung-Sälens kommun i Dalarna och ingår i Göta älvs huvudavrinningsområde. Sjön är 20 meter djup, har en yta på 27 kvadratkilometer och befinner sig 431 meter över havet. Sjön avvattnas av vattendraget Tåsan (Rövallen). Vid provfiske har bland annat abborre, gädda, lake och mört fångats i sjön.
Tisjön är ett regleringsmagasin vars vattenyta varierar mellan 429 och 433 meter över havet.

## Delavrinningsområde

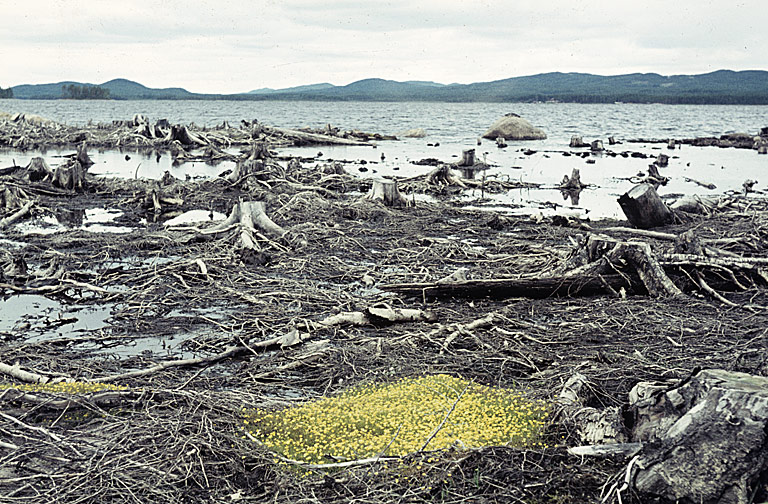
Den uppdämda Tisjön.

Tisjön ingår i det delavrinningsområde (676173-134353) som SMHI kallar för Utloppet av Tisjön. Medelhöjden är 482 meter över havet och ytan är 103,38 kvadratkilometer. Det finns ett avrinningsområde uppströms, och räknas det in blir den ackumulerade arean 145,67 kvadratkilometer. Tåsan (Rövallen) som avvattnar avrinningsområdet har biflödesordning 2, vilket innebär att vattnet flödar genom totalt 2 vattendrag innan det når havet efter 492 kilometer. Avrinningsområdet består mestadels av skog (55 procent) och sankmarker (14 procent). Avrinningsområdet har 26,89 kvadratkilometer vattenytor vilket ger det en sjöprocent på 26 procent.

## Fisk
Vid provfiske har följande fisk fångats i sjön:
- Abborre
- Gädda
- Lake
- Mört
- Sik
- Siklöja